# Paracarro

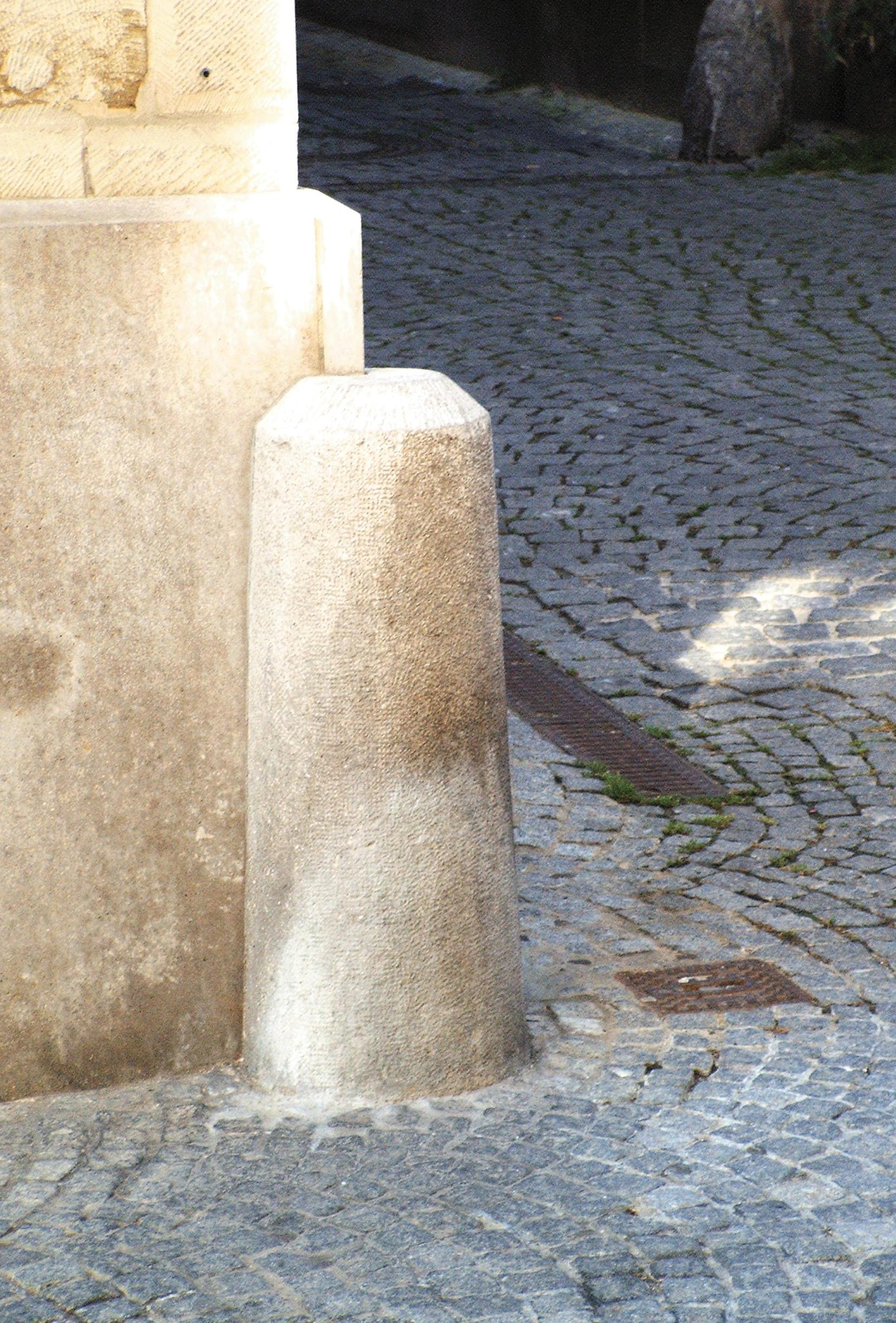
Paracarro che protegge lo spigolo di un'abitazione a Kitzingen

Il paracarro è un elemento in pietra, cemento o plastica, di forma variabile (cilindrica, parallelepipeda, troncoconica), collocato al margine di una via per delimitarne la carreggiata. Il suo scopo è quello di segnalare e proteggere edifici (ma anche viadotti, fossati, alberi, muriccioli) indicandone la presenza agli automobilisti al fine di salvaguardarne l'incolumità.
Il paracarro, se integro, è ben visibile anche da lontano e nelle ore notturne, perché verniciato in bianco-nero e dotato di catarifrangenti.

## Origini
I paracarri furono in uso già molto prima dell'invenzione dei veicoli a motore. Tra le prove di ciò si può ricordare il celebre sonetto di Carlo Porta, del 1814, Paracar che scappee de Lombardia, in cui i militari francesi venivano chiamati con l'appellativo di "paracarri" per un'analogia tra la forma dei paracarri e quella dai loro vistosi copricapi.

## Nell'arte
Tra le opere del Museo all'aperto Bilotti, allestito nelle strade di Cosenza, vi sono delle sculture di Pietro Consagra intitolate i Paracarri.

## Curiosità
Il termine "paracarro", nel senso di elemento architettonico stradale fermo e inamovibile, è stato utilizzato in maniera polemica in Formula 1 da Flavio Briatore, nei confronti del pilota Jenson Button. Da quel momento il termine, nell'ambito del giornalismo motoristico, è diventato di uso comune per descrivere un corridore non particolarmente veloce, anche se spesso in maniera antitetica rispetto al significato originale.